# みなみのさんかく座ガンマ星
みなみのさんかく座γ星 (みなみのさんかくざガンマ星、γ TrA / γ Trianguli Australis) は、みなみのさんかく座の恒星で3等星。白色の主系列星。